# Geko Karen (jezik)
Geko Karen jezik (ISO 639-3: ghk; gaikho, gek’o, gekho, ghekhol, ghekhu, gheko, kekaungdu, kekhong, keku, padaung), sinotibetski jezik uže karenske skupine, kojim govori 9 500 ljudi (1983) u burmanskom distriktima Yamethin (regija Mandalay) i Toungoo (regija Bago) i državama Kayin ili Karen i Shan.
Klasificira se skupini jezika bghai. Pismo: burmansko.

## Vanjske poveznice
- Ethnologue (14th)
- Ethnologue (15th)